# Římskokatolická farnost Čkyně
Římskokatolická farnost Čkyně je územním společenstvím římských katolíků v rámci prachatického vikariátu českobudějovické diecéze. Od prosince 2022 je součástí většího farního obvodu spravovaného excurrendo z farnosti Vlachovo Březí.

## O farnosti

### Historie
Plebánie je v místě zmiňovaná roku 1370 při románskogotickém kostelíku z poloviny 13. století, prvofarářem byl Jan z Bavorova. V pozdější době farnost zanikla a Čkyně byla přifařena k Bohumilicím. Roku 1785 byla v místě zřízena lokálie, prvním lokalistou byl roku 1787 jmenován P. Benedikt Constanse. Téhož roku začaly být vedeny matriční knihy, za faráře P. Františka Stáně i farní kronika. V roce 1858 byla lokálie povýšená  na samostatnou farnost, prvofarářem byl jmenován P. Vojtěch Vaněk.
V letech 1971–1985 a 1995–2022 byla čkyňskou filiálkou farnost Bohumilice. Na jaře roku 1995 byl na místní faře zavražděn farář Jan Preisler.

### Duchovní správa
Přehled známých duchovních správců:
- 1787–1804 P. Benedikt Constanse († 1804)
- 1804–1820 P. Jan Schlemmer
- 1820–1849 P. František Stáně († 1849)
- 1858 P. František Engel
- do 1882 P. Vojtěch Vaněk
- 1882–1908 P. František Pfeifer († 23. září 1908)
- 1908–1934 P. Jan Blažek
- od 1934 P. Václav Tlachna
- 1985–1995 P. Jan Preisler[9]
- P. Jan Lacky[8]
- 1999–2001 P. Jindřich Hybler[8] († 31. prosince 2018 Prachatice[10])
- 2001–2022 MVDr. Mgr. Jan Janoušek[8][2]

### Současnost
| Kostel                      | Místo | Bohoslužba     | Bohoslužba                      | Poznámka     |
| --------------------------- | ----- | -------------- | ------------------------------- | ------------ |
| Kostel svaté Máří Magdaleny | Čkyně | neděle čtvrtek | 8.00 16.30 v létě, 15.30 v zimě | farní kostel |